# Akira Takarada
Pour les articles homonymes, voir Takarada.
Akira Takarada (宝田 明, Takarada Akira) est un acteur japonais né le 29 avril 1934 à Chosun en Corée, qui était à l'époque sous occupation japonaise, et mort le 14 mars 2022 à Tokyo.
Il est surtout connu pour être apparu dans plusieurs films de Godzilla.

## Biographie

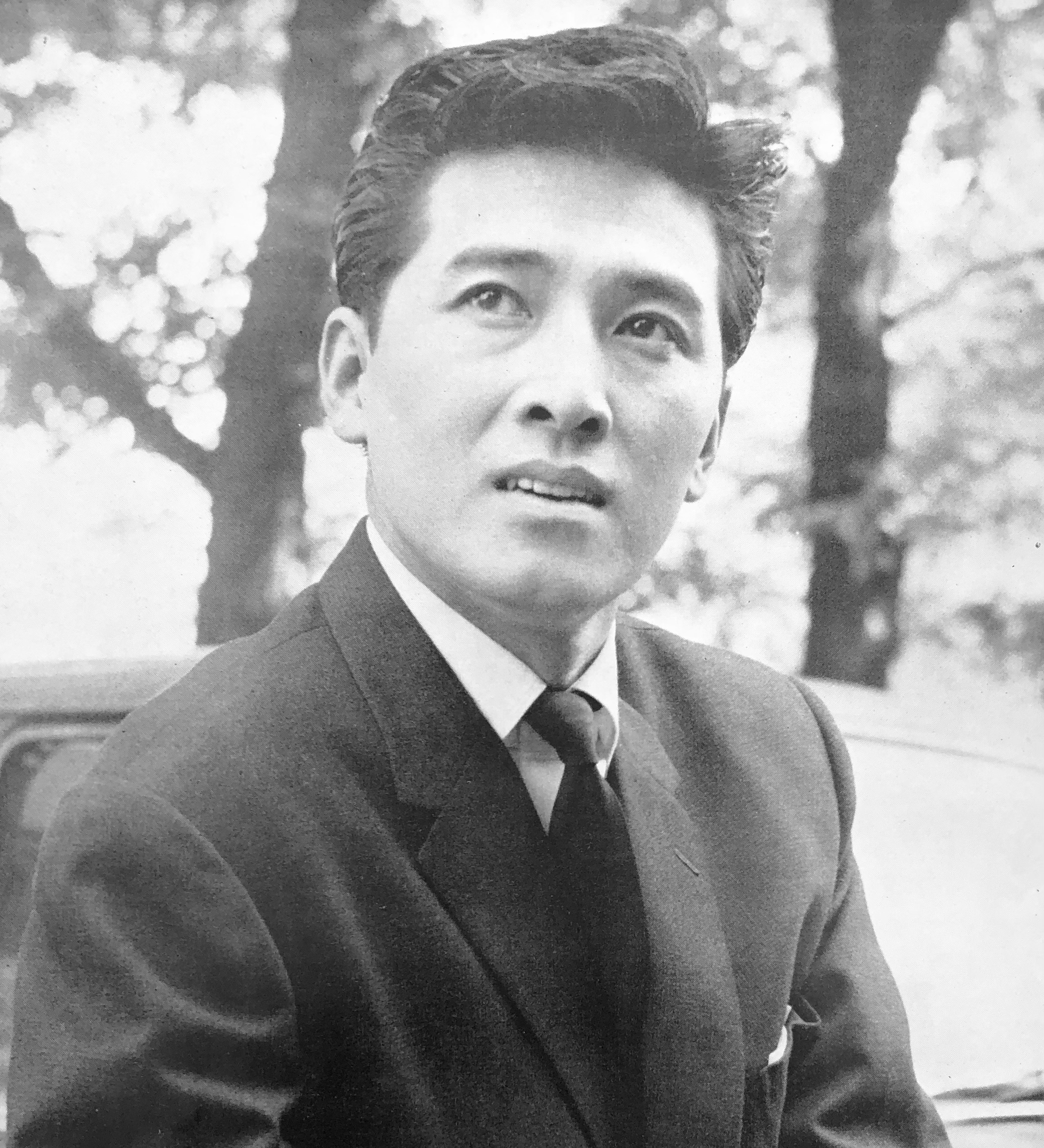
Akira Takarada en 1965.

Acteur popularisé dans les années 1950-1960 par ses nombreux rôles dans des films de science-fiction, Akira Takarada tourne à plusieurs reprises avec le réalisateur Ishirō Honda, notamment dans Godzilla (1954) et sa suite Godzilla, King of the Monsters! (1956).
Il réapparaît dans des rôles différents dans les films Mothra contre Godzilla (1964) et Godzilla, Ebirah et Mothra : Duel dans les mers du sud (1966). Parmi ses rôles dans la science-fiction et les films de kaiju eiga (films de monstres géants), on peut citer Frankenstein vs. Baragon, Invasion Planète X (1965) et La Revanche de King Kong (1967).
Acteur très populaire au Japon, il joue également dans plusieurs films américano-japonais comme Latitude Zero (1969). Sa carrière ralentit cependant à partir des années 1970. En 1992, il apparaît dans le film Godzilla vs Mothra.
Il meurt subitement le 14 mars 2022 alors que son dernier film, Yononaka ni taete sakura no nakariseba du réalisateur Nobuyuki Miyake, doit sortir au Japon le 1er avril 2022.
Akira Takarada est apparu dans plus de 130 films au cinéma entre 1954 et 2022.

### Vie privée
En 1966, Akira Takarada épouse Akiko Kojima, la première Miss Univers japonaise, et divorce en 1984. Leur fille aînée Michiru Kojima (ja) est chanteuse.

## Filmographie partielle

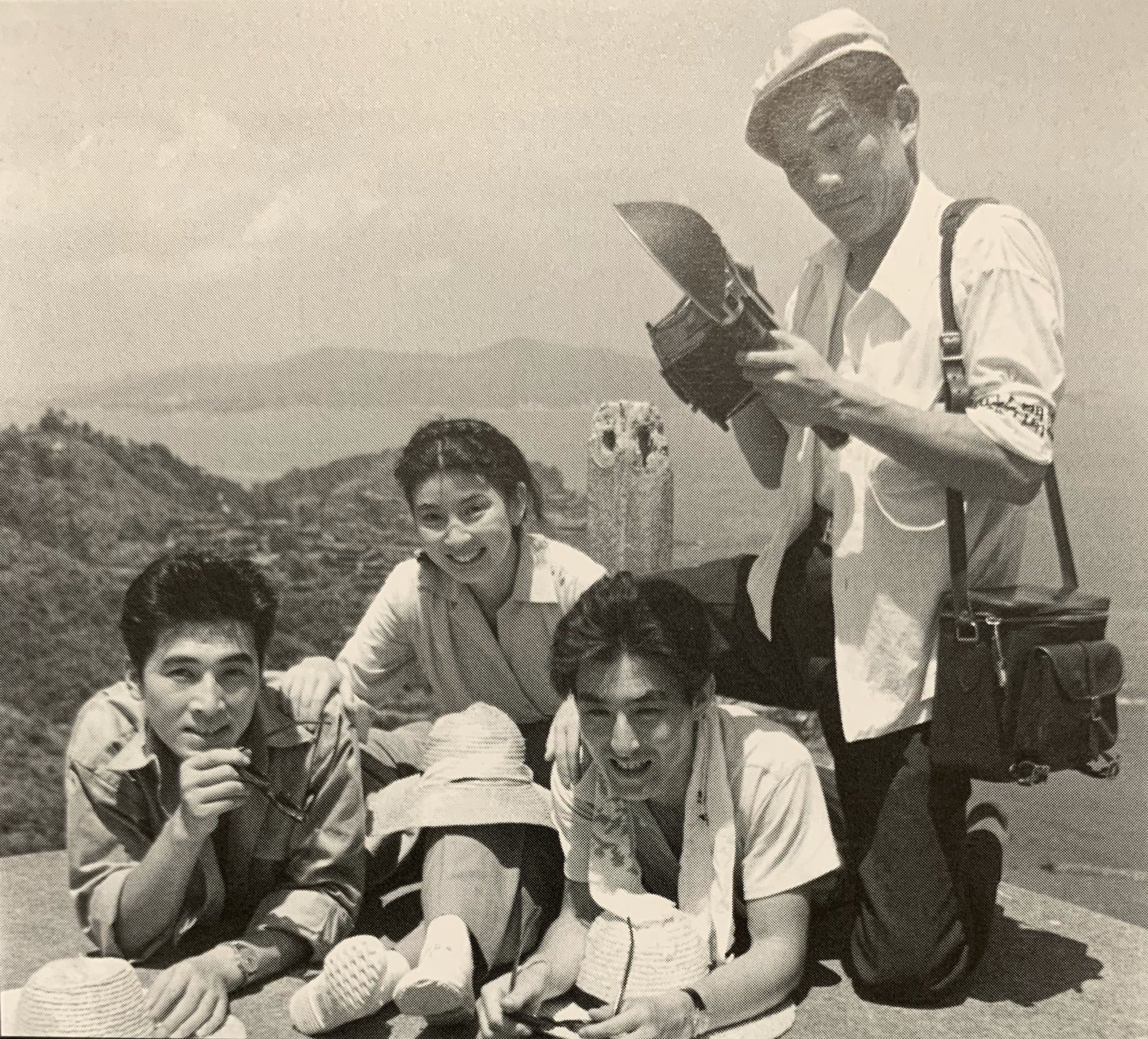
De gauche à droite : Akira Takarada, Momoko Kōchi, Akihiko Hirata et Sachio Sakai sur le tournage de Godzilla (1954).

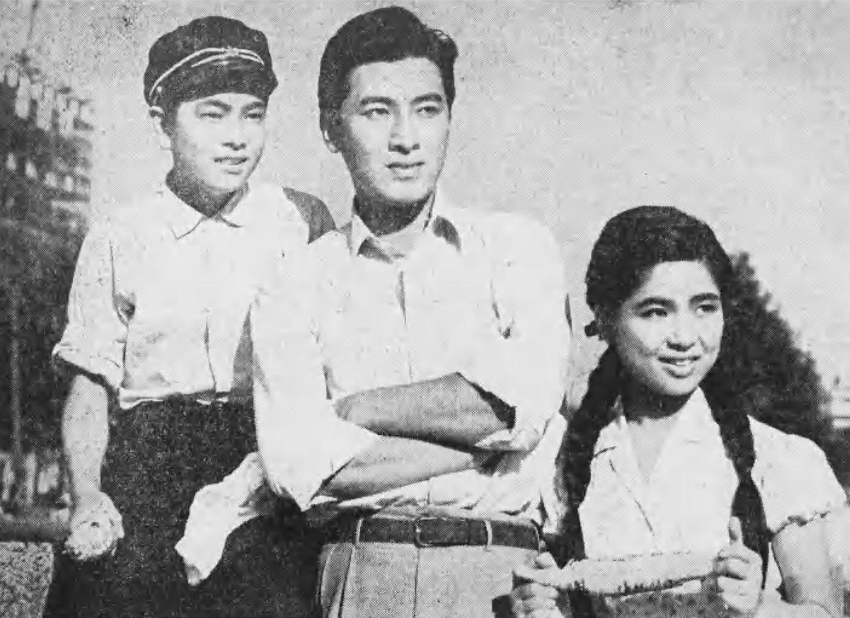
Ken Yamauchi, Akira Takarada et Yoshiko Kōda dans Le Sifflement de Kotan (1959).

### Années 1950
- 1954 : Godzilla (ゴジラ, Gojira?) d'Ishirō Honda
- 1955 : Tenka taihei (天下泰平?) de Toshio Sugie
- 1955 : Zoku tenka taihei (続天下泰平?) de Toshio Sugie
- 1955 : Yuki no honō (雪の炎?) de Hisanobu Marubayashi (ja)
- 1955 : Shin Kurama Tengu: Yūdachi no bushi (新鞍馬天狗 夕立の武士?) de Toshio Sugie
- 1955 : Jū jin yuki otoko (獣人雪男?) d'Ishirō Honda
- 1955 : Aoi kajitsu (青い果実?) de Nobuo Aoyagi
- 1955 : L'Abominable Homme des neiges (Half Human : The Story of the Abominable Snowman) d'Ishirō Honda et Kenneth G. Crane
- 1956 : Godzilla, King of the Monsters! (怪獣王ゴジラ, Kaijū ō Gojira?) d'Ishirō Honda et Terry O. Morse
- 1956 : Ōabare chacha musume (大暴れチャチャ娘?) de Toshio Sugie
- 1956 : Romansu musume (ロマンス娘?) de Toshio Sugie
- 1956 : Hadachi no seishun (裸足の青春?) de Senkichi Taniguchi
- 1957 : Ōatari sanshoku musume (大当り三色娘?) de Toshio Sugie
- 1957 : Bibō no miyako (美貌の都?) de Shūe Matsubayashi
- 1957 : Yama to kawa no aru machi (山と川のある町?) de Seiji Maruyama
- 1957 : Sararīman shusse taikōki (サラリーマン出世太閤記?) de Masanori Kakei (ja)
- 1957 : Waga mune ni niji wa kiezu (わが胸に虹は消えず?) d'Ishirō Honda
- 1957 : Daigaku no samurai-tachi (大学の侍たち?) de Nobuo Aoyagi
- 1957 : Zoku sararīman shusse taikōki (続サラリーマン出世太閤記?) de Masanori Kakei (ja)
- 1958 : Romansu matsuri (ロマンス祭?) de Toshio Sugie
- 1958 : Jours de congé à Tokyo (東京の休日, Tōkyō no kyūjitsu?) de Kajirō Yamamoto
- 1958 : Yajikita dōchū sugoroku (弥次喜多道中記夫婦篇 弥次喜多道中双六?) de Yasuki Chiba
- 1958 : Hana no bojo (花の慕情?) de Hideo Suzuki
- 1958 : Zokuzoku sararīman shusse taikōki (続々サラリーマン出世太閤記?) de Masanori Kakei (ja)
- 1958 : Daigaku no ninki mono (大学の人気者?) de Shūe Matsubayashi
- 1959 : Ombres dans la nuit (暗黒街の顔役, Ankokugai no kaoyaku?) de Kihachi Okamoto
- 1959 : Daigaku no onēchan (大学のお姐ちゃん?) de Toshio Sugie
- 1959 : Le Sifflement de Kotan (コタンの口笛, Kotan no kuchibue?) de Mikio Naruse
- 1959 : Samurai Saga (或る剣豪の生涯, Aru kengō no shōgai?) de Hiroshi Inagaki
- 1959 : Daigaku no nijuhachin (大学の２８人衆?) de Nobuo Aoyagi
- 1959 : Aruhi watashi wa (ある日わたしは?) de Kihachi Okamoto
- 1959 : La Naissance du Japon (日本誕生, Nippon tanjō?) de Hiroshi Inagaki

### Années 1960
- 1960 : Tempête sur le Pacifique (ハワイ・ミッドウェイ大海空戦 太平洋の嵐, Hawai Middouei daikaikusen: Taiheiyo no arashi?) de Shūe Matsubayashi
- 1960 : Filles, épouses et une mère (娘・妻・母, Musume tsuma haha?) de Mikio Naruse
- 1960 : Taiyō o idake (太陽を抱け?) de Umetsugu Inoue
- 1960 : Le Baiser du voleur (接吻泥棒, Seppun dorobō?) de Yūzō Kawashima
- 1960 : Courant du soir (夜の流れ, Yoru no nagare?) de Mikio Naruse et Yūzō Kawashima
- 1960 : Sararīman Chūshingura (サラリーマン忠臣蔵?) de Toshio Sugie
- 1961 : Ginza no koibitotachi (銀座の恋人たち?) de Yasuki Chiba
- 1961 : Zoku sararīman Chūshingura (続サラリーマン忠臣蔵?) de Toshio Sugie
- 1961 : Honkon no yoru (香港の夜?) de Yasuki Chiba
- 1961 : La Dernière Guerre de l'Apocalypse (世界大戦争, Sekai daisenso?) de Shūe Matsubayashi
- 1961 : Dernier Caprice (小早川家の秋, Kohayagawake no aki?) de Yasujirō Ozu
- 1961 : Les Deux Fils (二人の息子, Futari no musuko?) de Yasuki Chiba
- 1962 : La Place de la femme (女の座, Onna no za?) de Mikio Naruse
- 1962 : La Femme de là-bas (その場所に女ありて, Sono basho ni onna arite?)[3] de Hideo Suzuki
- 1962 : Zoku sarariman shimizu minato (続サラリーマン清水港?) de Shūe Matsubayashi
- 1962 : Long Way to Okinawa (旅愁の都, Ryoshū no miyako?) de Hideo Suzuki
- 1962 : Honkon no hoshi (香港の星?) de Yasuki Chiba
- 1962 : Watashi to watashi (私と私?) de Toshio Sugie
- 1962 : Yume de aimasho (夢であいましょ?) de Kōzō Saeki
- 1962 : Chronique de mon vagabondage (放浪記, Hōrōki?) de Mikio Naruse
- 1962 : Les 47 Rōnin (忠臣蔵 花の巻 雪の巻, Chūshingura: Hana no maki, yuki no maki?) de Hiroshi Inagaki
- 1962 : Gekkyū dorobo (月給泥棒?) de Kihachi Okamoto
- 1963 : Yabunirami Nippon (やぶにらみニッポン?) de Hideo Suzuki
- 1963 : L'Histoire de la femme (女の歴史, Onna no rekishi?) de Mikio Naruse : Koichi Shimizu
- 1963 : Honolulu - Tokyo - Hong Kong (ホノルル・東京・香港, Honoruru・Tōkyō・Honkon?) de Yasuki Chiba
- 1964 : Mothra contre Godzilla (モスラ対ゴジラ, Mosura tai Gojira?) d'Ishirō Honda
- 1964 : Hibari, Chiemi, Izumi: Sannin yoreba (ひばり・チエミ・いづみ 三人よれば?) de Toshio Sugie
- 1964 : Chi to daiyamondo (血とダイヤモンド?)  de Jun Fukuda
- 1965 : Koko kara hajimaru (ここから始まる?) de Takashi Tsuboshima (ja)
- 1965 : Frankenstein vs. Baragon (フランケンシュタイン対地底怪獣, Furankenshutain tai chitei kaijū Baragon?) d'Ishirō Honda
- 1965 : Honkon no shiroi bara (香港の白い薔薇?) de Jun Fukuda
- 1965 : Invasion Planète X (怪獣大戦争, Kaijū daisensō?) d'Ishirō Honda
- 1965 : Chasseurs d'espions (１００発１００中, Hyappatsu hyakuchu?) de Jun Fukuda
- 1966 : Jinchō-ge (沈丁花?) de Yasuki Chiba
- 1966 : Ishinaka sensei gyōjōki (石中先生行状記?) de Seiji Maruyama
- 1966 : Godzilla, Ebirah et Mothra : Duel dans les mers du sud (ゴジラ・エビラ・モスラ 南海の大決闘, Gojira, Ebirā, Mosura: Nankai no daiketto?) de Jun Fukuda
- 1967 : Rettsu gō! Wakataishō (レッツゴー！若大将?) de Katsuki Iwauchi (ja)
- 1967 : La Revanche de King Kong (キングコングの逆襲, Kingu Kongu no gyakushū?) d'Ishirō Honda
- 1968 : Haruranman (春らんまん?) de Yasuki Chiba
- 1968 : Hyappatsu hyakuchu: Ogon on me (１００発１００中 黄金の眼?) de Jun Fukuda
- 1968 : Kūsō tengoku (空想天国?) de Takeshi Matsumori
- 1969 : Latitude Zero (緯度0大作戦, Ido zero daisakusen?) d'Ishirō Honda
- 1969 : Mito Kōmon man'yūki (水戸黄門漫遊記?) de Yasuki Chiba

### Années 1980
- 1983 : Purumeria no densetsu: Tengoku no kissu (プルメリアの伝説 天国のキッス?) de Yoshisuke Kawasaki (ja)
- 1984 : Shinobu no ashita (しのぶの明日?)de Hidetaka Ueno

### Années 1990
- 1990 : A-ge-man (あげまん?) de Jūzō Itami
- 1992 : Minbo ou l'art subtil de l'extorsion (ミンボーの女, Minbō no onna?) de Jūzō Itami
- 1992 : Godzilla vs Mothra (ゴジラvsモスラ, Gojira tai Mosura?) de Takao Okawara
- 1994 : Oku man chōja ni natta otoko (億万長者になった男?) de Masahiro Takase (ja)
- 1997 : La Femme de Marutai (マルタイの女, Marutai no onna?) de Jūzō Itami
- 1998 : Mikeneko Hōmuzu no suiri: Direkutāzu katto (三毛猫ホームズの推理 ＜ディレクターズ・カット＞?) de Nobuhiko Ōbayashi

### Années 2000
- 2001 : Shotoku taishi (聖徳太子?) de Mikio Satō (téléfilm)
- 2003 : Fukumimi (福耳?) de Chisui Takigawa (ja)
- 2004 : Godzilla: Final Wars (ゴジラ ファイナルウォーズ, Gojira: Fainaru wōzu?) de Ryūhei Kitamura
- 2007 : Glory to the Filmmaker! (監督・ばんざい!, Kantoku Banzai!?) de Takeshi Kitano

### Années 2010
- 2014 : Godzilla de Gareth Edwards
- 2019 : Dance with Me (ダンスウィズミー, Dansu wizu mī?) de Shinobu Yaguchi

### Années 2020
- 2022 : Yononaka ni taete sakura no nakariseba (世の中にたえて桜のなかりせば?) de Nobuyuki Miyake